# Кубок Англії з футболу 2009—2010
Кубок Англії з футболу 2009—2010 — 129-й розіграш найстарішого футбольного турніру у світі, Кубка виклику Футбольної Асоціації, також відомого як Кубок Англії. 
Турнір розпочався 15 серпня 2010 року екстрапопереднім раундом і завершився фіналом, який пройшов 15 травня 2010 року на стадіоні «Вемблі».

## Календар
| Раунд                        | Дата                          | Матчів | Клубів    | Нові клуби   | Призова сума                               |
| ---------------------------- | ----------------------------- | ------ | --------- | ------------ | ------------------------------------------ |
| Екстрапопередній раунд       | 15 серпня 2009                | 203    | 762 → 559 | 406: 357—762 | £ 750                                      |
| Попередній раунд             | 29 серпня 2009                | 167    | 559 → 392 | 131: 226—356 | £ 1 500                                    |
| Перший раунд кваліфікації    | 12 вересня 2009               | 116    | 392 → 276 | 65: 161—225  | £ 3 000                                    |
| Другий раунд кваліфікації    | 26 вересня 2009               | 80     | 276 → 196 | 44: 117—160  | £ 4 500                                    |
| Третій раунд кваліфікації    | 10-13 жовтня 2009             | 40     | 196 → 156 | —            | £ 7 500                                    |
| Четвертий раунд кваліфікації | 24-25 жовтня 2009             | 32     | 156 → 124 | 24: 93-116   | £ 12 500                                   |
| Перший раунд                 | 6-9 листопада 2009            | 40     | 124 → 84  | 48: 45-92    | £ 18 000                                   |
| Другий раунд                 | 28 листопада - 15 грудня 2009 | 20     | 84 → 64   | —            | £ 27 000                                   |
| Третій раунд                 | 2-19 січня 2010               | 32     | 64 → 32   | 44: 1-44     | £ 67 500                                   |
| Четвертий раунд              | 23-24 січня 2010              | 16     | 32 → 16   | —            | £ 90 000                                   |
| П'ятий раунд                 | 13-14 лютого 2010             | 8      | 16 → 8    | —            | £ 180 000                                  |
| Шостий раунд                 | 6-7 березня 2010              | 4      | 8 → 4     | —            | £ 360 000                                  |
| Півфінали                    | 10-11 квітня 2010             | 2      | 4 → 2     | —            | Переможені £ 450 000 Переможці £ 900 000   |
| Фінал                        | 15 травня 2010                | 1      | 2 → 1     | —            | Переможені £ 900 000 Переможці £ 1 800 000 |

## Кваліфікаційні раунди
Усі клуби, що беруть участь у змаганнях, але не грають Прем'єр-лізі або в Чемпіоншипі повинні пройти кваліфікаційні раунди.

## Перший раунд
На цій стадії турніру починають грати клуби з Першої та Другої ліг.
| Дата                      | Господарі                | Рахунок | Гості                     | Глядачі |
| ------------------------- | ------------------------ | ------- | ------------------------- | ------- |
| 6 листопада               | Бристоль Роверз          | 2:3     | Саутгемптон               | 6 646   |
| 6 листопада               | Ноттс Каунті             | 2:1     | Бредфорд Сіті             | 4 213   |
| 6 листопада               | Гаддерсфілд Таун         | 6:1     | Деґенем енд Ребридж       | 5 858   |
| 7 листопада               | Паултон Роверс           | 0:7     | Норвіч Сіті               | 2 070   |
| 7 листопада               | Бромлі                   | 0:4     | Колчестер Юнайтед         | 4 242   |
| 7 листопада               | Стауербридж              | 0:1     | Волсолл                   | 2 014   |
| 7 листопада               | Джиллінгем               | 3:0     | Саутенд Юнайтед           | 4 605   |
| 7 листопада               | Грімсбі Таун             | 0:2     | Бат Сіті                  | 2 103   |
| 7 листопада               | Ґейтсгед                 | 2:2     | Брентфорд                 | 1 150   |
| 17 листопада Перегравання | Брентфорд                | 5:2     | Ґейтсгед                  | 1 960   |
| 7 листопада               | Честерфілд               | 1:3     | Борнмут                   | 3 277   |
| 7 листопада               | Йорк Сіті                | 3:2     | Кру Александра            | 3 070   |
| 7 листопада               | Вікем Вондерерз          | 4:4     | Брайтон енд Гоув Альбіон  | 2 749   |
| 18 листопада Перегравання | Брайтон енд Гоув Альбіон | 2:0     | Вікем Вондерерз           | 3 383   |
| 7 листопада               | Герефорд Юнайтед         | 2:0     | Саттон Юнайтед            | 1 713   |
| 7 листопада               | Нанітон Таун             | 0:4     | Ексетер Сіті              | 2 452   |
| 7 листопада               | Карлайл Юнайтед          | 2:2     | Моркам                    | 4 181   |
| 17 листопада Перегравання | Моркам                   | 0:1     | Карлайл Юнайтед           | 3 307   |
| 7 листопада               | Форест Грін Роверс       | 1:1     | Менсфілд Таун             | 1 149   |
| 17 листопада Перегравання | Менсфілд Таун            | 1:2     | Форест Грін Роверс        | 2 496   |
| 7 листопада               | Оксфорд Юнайтед          | 1:0     | Йовіл Таун                | 6 144   |
| 7 листопада               | Свіндон Таун             | 1:0     | Вокінг                    | 4 805   |
| 7 листопада               | Порт Вейл                | 1:1     | Стівенідж                 | 3 999   |
| 17 листопада Перегравання | Стівенідж                | 0:1     | Порт Вейл                 | 2 894   |
| 7 листопада               | Лутон Таун               | 3:3     | Рочдейл                   | 3 167   |
| 11 листопада Перегравання | Рочдейл                  | 0:2     | Лутон Таун                | 1 982   |
| 7 листопада               | Шрусбері Таун            | 0:1     | Стейнс Таун               | 3 359   |
| 7 листопада               | Торкі Юнайтед            | 3:1     | Челтенгем Таун            | 2 370   |
| 7 листопада               | Барнет                   | 3:1     | Дарлінгтон                | 1 654   |
| 7 листопада               | Мілтон Кінз Донз         | 1:0     | Маклсфілд Таун            | 4 868   |
| 7 листопада               | Рашден енд Даймондс      | 3:1     | Хінклі Юнайтед            | 1 540   |
| 7 листопада               | Олдершот Таун            | 2:0     | Бері                      | 2 519   |
| 7 листопада               | Транмер Роверз           | 1:1     | Лейтон Орієнт             | 3 180   |
| 17 листопада Перегравання | Лейтон Орієнт            | 0:1     | Транмер Роверз            | 1 518   |
| 7 листопада               | Стокпорт Каунті          | 5:0     | Тутінг енд Мітчем Юнайтед | 3 076   |
| 7 листопада               | Телфорд Юнайтед          | 1:3     | Лінкольн Сіті             | 2 809   |
| 7 листопада               | Барроу                   | 2:1     | Істлі                     | 1 655   |
| 7 листопада               | Аккрінгтон Стенлі        | 2:1     | Солсбері Сіті             | 1 379   |
| 7 листопада               | Гартліпул Юнайтед        | 0:1     | Кеттерінг Таун            | 2 645   |
| 7 листопада               | Рексем                   | 1:0     | Лоустофт Таун             | 2 402   |
| 7 листопада               | Нортемптон Таун          | 2:1     | Флітвуд Таун              | 3 077   |
| 7 листопада               | Кембридж Юнайтед         | 4:0     | Ілкестон Таун             | 2 395   |
| 7 листопада               | Олдем Атлетік            | 0:2     | Лідс Юнайтед              | 5 552   |
| 8 листопада               | Нортвіч Вікторія         | 1:0     | Чарльтон Атлетик          | 2 153   |
| 8 листопада               | Бертон Альбіон           | 3:2     | Оксфорд Сіті              | 2 207   |
| 8 листопада               | Велдстон                 | 2:3     | Ротергем Юнайтед          | 1 638   |
| 9 листопада               | Мілволл                  | 4:1     | Вімблдон                  | 9 453   |

## Другий раунд
До другого раунду увійшли переможці першого раунду.
| Дата                  | Господарі                | Рахунок | Гості               | Глядачі |
| --------------------- | ------------------------ | ------- | ------------------- | ------- |
| 28 листопада          | Нортвіч Вікторія         | 1:3     | Лінкольн Сіті       | 3 544   |
| 28 листопада          | Стейнс Таун              | 1:1     | Мілволл             | 2 753   |
| 9 грудня Перегравання | Мілволл                  | 4:0     | Стейнс Таун         | 3 452   |
| 28 листопада          | Нортемптон Таун          | 2:3     | Саутгемптон         | 4 858   |
| 28 листопада          | Герефорд Юнайтед         | 0:1     | Колчестер Юнайтед   | 2 225   |
| 28 листопада          | Джиллінгем               | 1:0     | Бертон Альбіон      | 4 996   |
| 28 листопада          | Транмер Роверз           | 0:0     | Олдершот Таун       | 3 742   |
| 8 грудня Перегравання | Олдершот Таун            | 1:2     | Транмер Роверз      | 4 060   |
| 28 листопада          | Рексем                   | 0:1     | Свіндон Таун        | 3 011   |
| 28 листопада          | Ротергем Юнайтед         | 2:2     | Лутон Таун          | 3 210   |
| 8 грудня Перегравання | Лутон Таун               | 3:0     | Ротергем Юнайтед    | 2 518   |
| 28 листопада          | Мілтон Кінз Донз         | 4:3     | Ексетер Сіті        | 4 867   |
| 28 листопада          | Брентфорд                | 1:0     | Волсолл             | 2 611   |
| 28 листопада          | Аккрінгтон Стенлі        | 2:2     | Барнет              | 1 501   |
| 8 грудня Перегравання | Барнет                   | 0:1     | Аккрінгтон Стенлі   | 1 288   |
| 28 листопада          | Порт Вейл                | 0:1     | Гаддерсфілд Таун    | 5 311   |
| 28 листопада          | Бат Сіті                 | 1:2     | Форест Грін Роверс  | 3 325   |
| 28 листопада          | Кембридж Юнайтед         | 1:2     | Йорк Сіті           | 3 505   |
| 28 листопада          | Борнмут                  | 1:2     | Ноттс Каунті        | 6 082   |
| 28 листопада          | Оксфорд Юнайтед          | 1:1     | Барроу              | 6 082   |
| 8 грудня Перегравання | Барроу                   | 3:1     | Оксфорд Юнайтед     | 2 754   |
| 28 листопада          | Брайтон енд Гоув Альбіон | 3:2     | Рашден енд Даймондс | 3 638   |
| 28 листопада          | Карлайл Юнайтед          | 3:1     | Норвіч Сіті         | 3 946   |
| 29 листопада          | Кеттерінг Таун           | 1:1     | Лідс Юнайтед        | 4 837   |
| 8 грудня Перегравання | Лідс Юнайтед             | 3:1 дч  | Кеттерінг Таун      | 10 670  |
| 15 грудня             | Стокпорт Каунті          | 0:4     | Торкі Юнайтед       | 1 690   |

## Третій раунд
Переможці другого раунду зіграли з усіма командами з Прем'єр-ліги та Чемпіоншипу.
| Дата                  | Господарі            | Рахунок      | Гості                    | Глядачі |
| --------------------- | -------------------- | ------------ | ------------------------ | ------- |
| 2 січня               | Тоттенхем Хотспур    | 2:0          | Пітерборо Юнайтед        | 35 862  |
| 2 січня               | Мідлсбро             | 0:1          | Манчестер Сіті           | 12 474  |
| 2 січня               | Гаддерсфілд Таун     | 0:2          | Вест Бромвіч Альбіон     | 13 472  |
| 2 січня               | Мілтон Кінз Донз     | 1:2          | Бернлі                   | 11 816  |
| 2 січня               | Ноттінгем Форест     | 0:0          | Бірмінгем Сіті           | 20 975  |
| 12 січня Перегравання | Бірмінгем Сіті       | 1:0          | Ноттінгем Форест         | 9 399   |
| 2 січня               | Престон Норт-Енд     | 7:0          | Колчестер Юнайтед        | 7 621   |
| 2 січня               | Астон Вілла          | 3:1          | Блекберн Роверз          | 25 453  |
| 2 січня               | Портсмут             | 1:1          | Ковентрі Сіті            | 11 214  |
| 12 січня Перегравання | Ковентрі Сіті        | 1:2 дч       | Портсмут                 | 7 097   |
| 2 січня               | Сандерленд           | 3:0          | Барроу                   | 25 190  |
| 2 січня               | Віган Атлетік        | 4:1          | Халл Сіті                | 5 335   |
| 2 січня               | Евертон              | 3:1          | Карлайл Юнайтед          | 31 196  |
| 2 січня               | Шеффілд Венсдей      | 1:2          | Крістал Пелес            | 8 690   |
| 2 січня               | Блекпул              | 1:2          | Іпсвіч Таун              | 7 332   |
| 2 січня               | Фулхем               | 1:0          | Свіндон Таун             | 19 623  |
| 2 січня               | Сканторп Юнайтед     | 1:0          | Барнслі                  | 5 457   |
| 2 січня               | Саутгемптон          | 1:0          | Лутон Таун               | 18 786  |
| 2 січня               | Мілволл              | 1:1          | Дербі Каунті             | 10 531  |
| 12 січня Перегравання | Дербі Каунті         | 1:1 пен. 5:3 | Мілволл                  | 7 183   |
| 2 січня               | Плімут Аргайл        | 0:0          | Ньюкасл Юнайтед          | 16 451  |
| 13 січня Перегравання | Ньюкасл Юнайтед      | 3:0          | Плімут Аргайл            | 15 805  |
| 2 січня               | Лестер Сіті          | 2:1          | Свонсі Сіті              | 12 307  |
| 2 січня               | Болтон               | 4:0          | Лінкольн Сіті            | 11 193  |
| 2 січня               | Торкі Юнайтед        | 0:1          | Брайтон енд Гоув Альбіон | 4 028   |
| 2 січня               | Сток Сіті            | 3:1          | Йорк Сіті                | 15 586  |
| 2 січня               | Редінг               | 1:1          | Ліверпуль                | 10 531  |
| 13 січня Перегравання | Ліверпуль            | 1:2 дч       | Редінг                   | 7 183   |
| 3 січня               | Манчестер Юнайтед    | 0:1          | Лідс Юнайтед             | 74 526  |
| 3 січня               | Шеффілд Юнайтед      | 1:1          | Квінз Парк Рейнджерс     | 11 461  |
| 12 січня Перегравання | Квінз Парк Рейнджерс | 2:3          | Шеффілд Юнайтед          | 5 780   |
| 3 січня               | Челсі                | 5:0          | Вотфорд                  | 40 912  |
| 3 січня               | Вест Хем Юнайтед     | 1:2          | Арсенал                  | 25 549  |
| 3 січня               | Транмер Роверз       | 0:1          | Вулвергемптон Вондерерз  | 7 476   |
| 12 січня              | Бристоль Сіті        | 1:1          | Кардіфф Сіті             | 7 289   |
| 19 січня Перегравання | Кардіфф Сіті         | 1:0          | Бристоль Сіті            | 6 731   |
| 19 січня              | Брентфорд            | 0:1          | Донкастер Роверз         | 2 883   |
| 19 січня              | Аккрінгтон Стенлі    | 1:0          | Джиллінгем               | 1 322   |
| 19 січня              | Ноттс Каунті         | 2:1          | Форест Грін Роверс       | 4 389   |

## Четвертий раунд
У цьому раунді зіграли переможці попереднього етапу.
| Дата                  | Господарі               | Рахунок | Гості                    | Глядачі |
| --------------------- | ----------------------- | ------- | ------------------------ | ------- |
| 23 січня              | Престон Норт-Енд        | 0:2     | Челсі                    | 23 119  |
| 23 січня              | Редінг                  | 1:0     | Бернлі                   | 12 910  |
| 23 січня              | Саутгемптон             | 2:1     | Іпсвіч Таун              | 20 446  |
| 23 січня              | Астон Вілла             | 3:2     | Брайтон енд Гоув Альбіон | 39 725  |
| 23 січня              | Дербі Каунті            | 1:0     | Донкастер Роверз         | 11 316  |
| 23 січня              | Кардіфф Сіті            | 4:2     | Лестер Сіті              | 10 961  |
| 23 січня              | Ноттс Каунті            | 2:2     | Віган Атлетік            | 9 073   |
| 2 лютого Перегравання | Віган Атлетік           | 0:2     | Ноттс Каунті             | 5 519   |
| 23 січня              | Вест Бромвіч Альбіон    | 4:2     | Ньюкасл Юнайтед          | 16 102  |
| 23 січня              | Евертон                 | 1:2     | Бірмінгем Сіті           | 30 875  |
| 23 січня              | Аккрінгтон Стенлі       | 1:3     | Фулхем                   | 3 712   |
| 23 січня              | Болтон                  | 2:0     | Шеффілд Юнайтед          | 14 572  |
| 23 січня              | Портсмут                | 2:1     | Сандерленд               | 10 315  |
| 23 січня              | Вулвергемптон Вондерерз | 2:2     | Крістал Пелес            | 14 449  |
| 2 лютого Перегравання | Крістал Пелес           | 3:1     | Вулвергемптон Вондерерз  | 10 282  |
| 23 січня              | Тоттенхем Хотспур       | 2:2     | Лідс Юнайтед             | 35 750  |
| 3 лютого Перегравання | Лідс Юнайтед            | 1:3     | Тоттенхем Хотспур        | 37 704  |
| 24 січня              | Сток Сіті               | 3:1     | Арсенал                  | 19 735  |
| 24 січня              | Сканторп Юнайтед        | 2:4     | Манчестер Сіті           | 8 861   |

## П'ятий раунд
На цьому етапі зіграли переможці попереднього раунду.
| Дата                   | Господарі            | Рахунок | Гості                | Глядачі |
| ---------------------- | -------------------- | ------- | -------------------- | ------- |
| 13 лютого              | Челсі                | 4:2     | Кардіфф Сіті         | 40 827  |
| 13 лютого              | Саутгемптон          | 1:4     | Портсмут             | 31 385  |
| 13 лютого              | Редінг               | 2:2     | Вест Бромвіч Альбіон | 18 008  |
| 24 лютого Перегравання | Вест Бромвіч Альбіон | 2:3 дч  | Редінг               | 13 985  |
| 13 лютого              | Дербі Каунті         | 1:2     | Бірмінгем Сіті       | 21 043  |
| 13 лютого              | Манчестер Сіті       | 1:1     | Сток Сіті            | 28 019  |
| 24 лютого Перегравання | Сток Сіті            | 3:1 дч  | Манчестер Сіті       | 21 813  |
| 14 лютого              | Болтон               | 1:1     | Тоттенхем Хотспур    | 13 596  |
| 24 лютого Перегравання | Тоттенхем Хотспур    | 4:0     | Болтон               | 31 436  |
| 14 лютого              | Фулхем               | 4:0     | Ноттс Каунті         | 16 132  |
| 14 лютого              | Крістал Пелес        | 2:2     | Астон Вілла          | 20 486  |
| 24 лютого Перегравання | Астон Вілла          | 3:1     | Крістал Пелес        | 31 874  |

## Шостий раунд
На цьому етапі зіграли переможці попереднього раунду.
| Дата                    | Господарі         | Рахунок | Гості             | Глядачі |
| ----------------------- | ----------------- | ------- | ----------------- | ------- |
| 6 березня               | Портсмут          | 2:0     | Бірмінгем Сіті    | 20 456  |
| 6 березня               | Фулхем            | 0:0     | Тоттенхем Хотспур | 24 533  |
| 24 березня Перегравання | Тоттенхем Хотспур | 4:0     | Фулхем            | 35 432  |
| 7 березня               | Редінг            | 2:4     | Астон Вілла       | 23 175  |
| 7 березня               | Челсі             | 2:0     | Сток Сіті         | 41 322  |

## Півфінали
У півфіналах зіграли команди, що перемогли на попередньому етапі.
| Дата      | Господарі         | Рахунок | Гості    | Глядачі |
| --------- | ----------------- | ------- | -------- | ------- |
| 10 квітня | Астон Вілла       | 0:3     | Челсі    | 81 869  |
| 11 квітня | Тоттенхем Хотспур | 0:2 дч  | Портсмут | 35 432  |

## Фінал
| 15 травня 2010 17:00 (BST) |

| Челсі      | 1:0      | Портсмут |
| ---------- | -------- | -------- |
| Дрогба 59' | Протокол |          |

| Вемблі, Лондон Глядачів: 88 335 Арбітр: Кріс Фой |